# 泰安天贶足球俱乐部
泰安天贶足球俱乐部，简称泰安天贶，原名泰安华伟，成立于2010年10月10日，是一家位于泰安的足球俱乐部，为泰安市首支职业足球队。2021赛季以中冠联赛第三名的成绩升入中乙联赛。
2022年2月，更为现名。
曾获山东省业余足球超级联赛亚军、泰安市足球联赛（超级组）冠军。